# Excorallana delaneyi
Excorallana delaneyi is een pissebed uit de familie Corallanidae. De wetenschappelijke naam van de soort is voor het eerst geldig gepubliceerd in 1989 door Stone & Heard.